# Do As Infinity
Do As Infinity là một ban nhạc nổi tiếng của Nhật Bản bắt đầu hoạt động từ ngày 29 tháng 9 năm 1999. Tên của ban nhạc đôi khi được viết tắt là DAI. Sau này người ta khám phá ra rằng Do As Infinity là tên viết tắt của tay guitar và nhà soạn nhạc Nagao Dai và từ "Dai" trong tiếng Nhật còn có nghĩa là "vĩ đại". Do As Infinity đã tan rã ngày 29 tháng 9 năm 2005 cùng với 5 album nguyên bản, 9 album tổng hợp, 20 đĩa đơn, 13 đĩa DVD và 1 phát hành đặc biệt(gồm tất cả năm album đã phát hành của DAI & DVD kỉ niệm 6 năm).
Các thành viên đã gặp lại nhau vào mùa xuân, họ quyết định 2008 là năm để DAI "sống lại" và chọn ngày 29 tháng 9 2008 là thời điểm chính thức quay trở lại. Họ trở lại bằng việc xuất hiện tại a-nation 08 và tổ chức một loạt các chuyến lưu diễn. Ngày 17 tháng 6 sắp tới, họ sẽ phát hành đĩa đơn thứ 21 mang tên ∞1(infinity ichi).

## Thành viên cũ 1999-2005

### Thành viên
- Van Tomiko (viết lời và thể hiện)
- Owatari Ryo (guitar, viết lời, hát bè)
- Nagao Dai (sáng tác, guitar)

### Ban nhạc
- Hayashibe Naoki (guitar)
- Matsumoto Jun (drums)
- Hamono Kazco (hát bè)
- Shimamoto Michitaro (bass guitar) (giờ đã chuyển sang chơi nhạc cho Otsuka Ai & một số nghệ sĩ khác)
- Takase Jun (keyboard)
- Hayashi Yoshiyasu (bass guitar)

## Thành viên hiện tại

### Thành viên
- Van Tomiko (viết lời và thể hiện)
- Owatari Ryo (guitar, viết lời, hát bè)

### Ban nhạc
- Shibutani Yukiko (Bass và hát bè)
- Ishida Takumi (Guitar và hát bè)
- Takase Jun (Keyboards)
- Kajiwara Tetsuya (Drums)

## Lịch sử

### DAI 1999-2005

##### 1999
Cuối cùng buổi hát thử được tiến hành, Nagao đã chọn Van Tomiko làm ca sĩ hát chính,Owatari Ryo chơi guitar. Ryo chơi mở màn trong bộ quần áo ấm màu đỏ với cây Fender Jaguard và hiệu quả âm nền của mình. Ryo được yêu cầu chơi một đoạn nhỏ, nhưng thay vì vậy anh ấy đã chơi luôn 3 bài. Tomiko đã hát Heart với tư cách là thành viên của ban nhạc 42 giờ sau khi đội ngũ Avex đọc xong đơn xin việc của cô. Ngày 29 tháng 9 năm 1999, bộ 3 đã phát hành đĩa đơn đầu tiên Tangerine Dream và tổ chức một buổi hòa nhạc trực tiếp ở Shibuya AX. Họ đã hát hầu như hằng ngày ở một số địa điểm, từ số 109 Shibuya (nơi nổi tiếng với những người trình diễn trên đường phố) đến ga Yokohama và còn đi đến Fukuoka và những thành phố khác. Trước khi Tangerine Dream được phát hành. Họ và đội ngũ của mình đã phát đĩa miễn phí cho những khách đi đường. Ở buổi biểu diễn thứ 100 tổ chức miễn phí ở Shibuya AX, Do As Infinity nhận ra khán giả là những gương mặt quen thuộc vẫn theo xem những buổi biểu diễn của họ.
Thời gian còn lại trong năm 1999 là những buổi biểu diễn đường phố, những nhà hát và cửa hàng CD khắp cả nước. Họ cũng có tham gia vào những sự kiện bình chọn toàn quốc, bao gồm một Festival ở quê của Tomiko quận Kumamoto. Những huyền thoại về các live show đường phố của họ kết thúc ở lần thứ 100 với một buổi biểu diễn miễn phí cho các Fan tổ chức ở Shibuya Kokaido. Những bức ảnh về những buổi biểu diễn đường phố của họ đã được đưa vào trong Video Clip cho bài hát Field of Dreams có thể tìm thấy trong bộ sưu tập PV hoặc nền của Live in Japan trong lúc biểu diễn bài hát.
Vào tháng 12, Do As Infinity phát hành đĩa đơn thứ hai của mình Heart. Họ vẫn tiếp tục xuất hiện trước công chúng trong quãng thời gian còn lại cho đến sự kiện cuối năm CountDown 1999-2000 Avex Millennium vào đêm giao thừa tại câu lạc bộ Velfarre ở Roppongi. Thật ra, Heart được viết trước Tangerine Dream nhưng lại cùng được thu âm vào tháng 7 vì nguyên nhân phức tạp trong việc phối hợp trống. Ban nhạc tiếp tục xuất hiện ở các sự kiện radio và Shop CD. Đĩa đơn thứ ba của họ Oasis phát hành vào cuối tháng 1. Đó là lần đầu tiên họ đứng trong Top 30 và nó được chính thức chọn làm bài hát quảng cáo trên TV cho dòng sản phẩm Testimo của mỹ phẩm Kanebo. Và cũng là lần đầu tiên bài hát của họ được chọn trở thành nhạc nền cho quảng cáo.
Đĩa đơn kế tiếp của họ Yesterday & Today được chọn làm nhạc nền cho loạt phim truyền hình Nisennen no Koi với các diễn viên nổi tiếng như Miho Nakayama và Kaneshiro Takeshi và đạt vị trí cao. Raven được làm nhạc kết thúc cho bộ phim kinh dị Uzumaki đã thu hút thêm nhiều khán giả cho ban nhạc.

##### BREAK OF DAWN
Album đầu tiên của nhóm- "Break of Dawn", đứng ở vị trí #3 Oricon vào tháng 3 cùng năm. Nghỉ 1 tháng sau Yesterday & Today, họ lại tiếp tục các buổi biểu diễn trước công chúng và vô số các buổi performances trên khắp Nhật Bản... Vào tháng 8 năm đó, nhóm phát hành đĩa đơn Rumble Fish, được làm bài hát chủ đề cho phim điện ảnh "Kamen Gakuen". SUMMER DAYS đã trở thành ca khúc mở màn cho các buổi biểu diễn của DAI và được chọn làm bài hát chủ đề cho Fuji TV's OL Police. Vì thế, SUMMER DAYS đã trở thành ca khúc Tiếng Anh nổi tiếng nhất của DAI sau BREAK OF DAWN và cũng là ca khúc mở màn cho hầu hết các liveshow của họ. Trong tháng 11 năm đó, DAI cũng phát hành đĩa đơn We are., Van Tomiko nói rằng đó là một trong những ca khúc cô thích nhất của DAI và nhóm kết thúc một năm với buổi biểu diễn tổ chức ở Velfarre club tại Roppongi.

##### Lên đến sân khấu lớn
2001 là 1 năm thành công rực rỡ đối với họ. Với 2 album và 6 đĩa đơn, dưới thắt lưng, bộ ba đã quá quen thuộc và trở nên thuần thục việc quảng cáo, nhưng họ vẫn chưa lần nào xuất hiện trên một chương trình TV nào. Tất cả thay đổi khi đĩa đơn đầu tiên trong năm- Desire được biểu diễn trên chương trình TV Music Station. Tuy nhiên vì một số lý do, Van lại một mình đại diện cho cả ban nhạc. Chương trình truyền hình đó đã đưa danh tiếng của DAI lan tỏa và góp phần vào việc làm cho album thứ hai của họ NEW WORLD đứng đầu bảng xếp hạng Oricon. Vào tháng tiếp theo, họ phát hành đĩa tổng hợp các video clip dạng DVD đầu tiên. Sau khi phát hành album thứ 2, Tomiko được mời quảng cáo cho hãng dưỡng tóc LAVENUS. Tomiko tham gia vào tất cả sáu bản, bao gồm một bản cô lái chiếc xe Harley-Davidson (cô cũng lái 1 chiếc tương tự của Harley-Davidson trong PV TAO). Bản Do The B-Side của Tooku Made- Signal được dùng để quảng cáo trong chương trình đầu tiên. 6 phần tổng cộng sử dụng 3 ca khúc là Tsubasa no Keikaku, Boukensha-tachi và Nice & Easy. Riêng Boukensha-tachi được sử dụng đến 3 lần. Đĩa đơn thứ 9- Week được phát hành vào cuối tháng sau đó và 1 tháng sau là ngày ra đời của ca khúc Fukai Mori- bản nhạc được chọn làm bài hát kết thúc chủ đề thứ 2 cho anime InuYasha. Đây là một trong những ca khúc để đời của DAI và nó đứng vị trí quán quân tại Oricon. Cuối cùng là 1 chuyến lưu diễn cuối tháng 11, không lâu sau khi phát hành đĩa dơn thứ 11 Boukensha-tachi và album thứ 3- DEEP FOREST đã đứng vị trí thứ 1.

##### Chuyến lưu diễn tại châu Á
Tháng 1 năm 2002 bắt đầu với sự kiện Van xuất hiện trong album từ thiện VARIOUS ARTISTS FEATURING song nation của Avex và phát hành đĩa đơn thứ 12 Hi no Ataru Sakamichi vào tháng sau đó. Sau khi phát hành album tổng hợp Do the Best vào tháng 3, nhóm tới Đài Loan và HongKong vào tháng 4 cho một cuộc vận động đặc biệt. Đó là một sự kiện lớn và có đến 500 người hâm mộ đón chào họ tại tiệm HMV ở HongKong. DAI được đề cử cho giải thưởng Gold Dics lần thứ 17 của Nhật cho album Pop & Rock của năm và thắng giải "17th Annual Gold Disc award". Ban nhạc có một đợt nghỉ ngắn sau khi trở lại Nhật, nhưng ngay tháng sau đó, đĩa đơn thứ 13 under the sun/under the moon- một đĩa đơn đôi đã được phát hành vào tháng 7. vào tháng 8, họ lại tham gia vào a-nation, chuyến lưu diễn ở 8 địa điểm trên toàn Nhật Bản.

##### TRUE SONG
Đĩa đơn thứ 14 của Do As Infinity: Shinjitsu no Uta phát hành vào tháng 10 năm đó đã bắt đầu một chương mới của DAI. Ca khúc cũng được chọn làm bài hát kết thúc chủ dề thứ 5 cho anime InuYasha. Trong booklet của Do the A-Side, Kawamura kể rằng Shinjitsu no Uta thực sự đã được viết từ 2 năm trước khi được phát hành. Dai vẫn để nó ở bản thử nghiệm bởi vì anh cảm thấy vẫn còn sự thiếu sót. Bất chấp thành công của mình, DAI muốn nói rằng họ chưa bao giờ quên các fan. Họ quảng cáo trên trang mạng 1 clip ngấn trước khi phát hành đĩa và sử dụng một vài lần từ "shinjitsu" trong câu chuyện (tiếng nhật, "shinjitsu" có nghĩa là sự thật). Ban nhạc kết thúc năm với chuyến lưu diễn Do As Infinity "greatest year 02 ~ALL STANDING~" và album thứ 4- "TRUE SONG".

##### GATES OF HEAVEN
Ban nhạc rất bạn rộn với buổi hòa nhạc của True Song và việc thu âm đĩa đơn 15 Mahou no Kotoba ~Would you marry me?~ đĩa đơn đầu tiên được phát hành trong năm. Đây là bài hát được chơi nhiều nhất tại các đám cưới ở Nhật, trở thành bài hát phổ biến nhất của DAI. Honjitsu wa Seiten Nari tiếp tục sự yêu thích từ các đĩa đơn trước và nó được duyệt trước trong hoạt động mùa hè hàng năm của Avex- a-nation. Trong khoảng thời gian quảng cáo ấy, đấy là lần đầu tiên ca sĩ chính- Tomiko cắt tóc ngắn. Và rồi lại đổi thành màu nâu đậm sau khi phát hành đĩa đơn. Đoạn video quảng cáo được quay trong thời gian diễn ra a-nation 2003 và gộp lại từ các khu vực khác nhau ở Nhật. Đánh dấu 1 thành công của band.
Hiiragi được phát hành vào tháng 11. Tomiko đã gặp ca sĩ nổi tiếng của Mỹ Michelle Branch, trong thời gian cô đến Nhật quảng cáo cho album mới của mình: Hotel paper. Sau khi phát hành album thứ 5: Gates Of Heaven, họ đến biểu diễn ở New York, Dallas và Texas để hâm nóng cho album mới của mình vào mùa hè năm 2004. Họ cũng biểu diễn ở Hàn Quốc trong tuần lễ hữu nghị Nhật-Hàn ở đảo Jeju cùng JTL (năm này có rất nhiều ca sĩ Nhật Bản và Hàn Quốc hát chung với nhau!). Vào đầu năm 2005, nhóm bắt đầu với tour diễn của mình cùng album mới: Need Your Love. Cùng với các buổi diễn và thu âm, DAI trở nên càng mạnh hơn, mặc dù Nagao Dai không còn xuất hiện trong các hoạt động như hồi đầu nữa. Anh ấy không còn biểu diễn cùng Van và Ryo trong các PV hay biểu diễn, kể cả chụp hình tạp chí. Anh ta chỉ viết nhạc và điều hành ở đằng sau. Anh ta thỉnh thoảng nghĩ, làm và xuất hiện trong các buổi hòa nhạc.

##### TAO
Đĩa đơn thứ 20 của DAI phát hành vào 27 tháng 7 năm 2005 là đĩa đơn cuối cùng của bộ ba. Lời hát của TAO nói về tình bạn khi chia xa và đã làm nên rất rất nhiều tin đồn vê sự tan rã của họ. TAO cũng là bài hát chủ đề của Tales of Legendia, một RPG videogame phát hành vào tháng 5 năm 2005 bởi Namco. Nhóm thông báo vào ngày 14 tháng 9 2005 rằng họ sẽ chính thức tan rã vào ngày 29/9/2005, 6 năm sau ngày phát hành đĩa đơn đầu tiên: Tangerine Dream (giấc mơ màu vỏ quýt). Buổi diễn cuối cùng của họ được tổ chức tại Nippon Budokukan vào ngày 25 tháng 11 năm 2005. 3 ngày trước khi diễn ra buổi biểu diễn, Nagao Dai phát hành ca khúc cuối cùng của DAI mang tên Trust trên trang mạng chính thức. Giọng ca hát cùng trong ca khúc này là Mizushima Utama, một trong những ca sĩ từ 1 dự án khác của anh I-lulu. Rất nhiều người hâm mộ đã mong chờ 1 CD thu âm với DAI. Tomiko Van- giọng ca chính của nhóm đã bắt đầu sự nghiệp hát solo, cô xuất hiện vào ngày 29/3/2006 cùng album đầu tay Farewell. Còn Ryo- tay chơi guitar bắt đầu với nhóm nhạc Missile Innovation với vị trí là guitar và hát chính, phát hành đĩa đơn thứ nhất vào ngày 1/2/2006. Ryo đồng thời cũng đệm guitar cho các ca sĩ khác của Avex là Hamasaki Ayumi, Otsuka Ai và AAA. Nagao Dai làm việc với Amasia Landscape và một số ca sĩ khác, viết nhạc cho các ca sĩ khác như Hamasaki Ayumi và Hitomi.

### Do As 2008- nay
DAI đã bất ngờ xuất hiện trong phần cuối buổi biếu diễn A-Nation 08 ngày 31 tháng 8 vừa qua, biết được điều này, fan của DAI rất vui mừng và ngay ngày hôm sau họ đã đứng #1 bảng xếp hạng BARKS. Ngày 30 tháng 9 vừa qua, DAI đã tổ chức một buổi diễn miễn phí tại Yoyogi Park- buổi diễn đánh dấu sự trở lại của Do As Infinity. Trong năm 2009, họ cũng đang có những chuyến lưu diễn trên toàn Nhật Bản.
Ngày 18 tháng 2 vừa qua, Do As ∞ đã phát hành DVD tổng hợp tất cả các clip và liveshow miễn phí tại công viên Yoyogi ngày 30 tháng 9 năm ngoái.
Đĩa đơn thứ 21- ∞1 sẽ được phát hành vào ngày 17 tháng 6 năm nay. Vậy là sau gần 1 năm tái hợp, các fan có thể thưởng thức những bài hát mới của ban nhạc.

## Danh sách đĩa nhạc
Album phòng thu
- Break of Dawn (2000)
- New World (2001)
- Deep Forest (2001)
- True Song (2002)
- Gates of Heaven (2003)
- Need Your Love (2005)
- Eternal Flame (2009)